# Antiblemma linula
Antiblemma linula är en fjärilsart som beskrevs av Druce. Antiblemma linula ingår i släktet Antiblemma och familjen nattflyn. Inga underarter finns listade i Catalogue of Life.